# Плавецкий замок
Плавецкий замок (словац. Plavecký hrad) — руины замка, возвышающиеся над посёлком Плавецке-Подградье, на холме Поганска на западном предгорье Малых Карпат. На северной стороне находится вход в Плавецкую пещеру.

## История

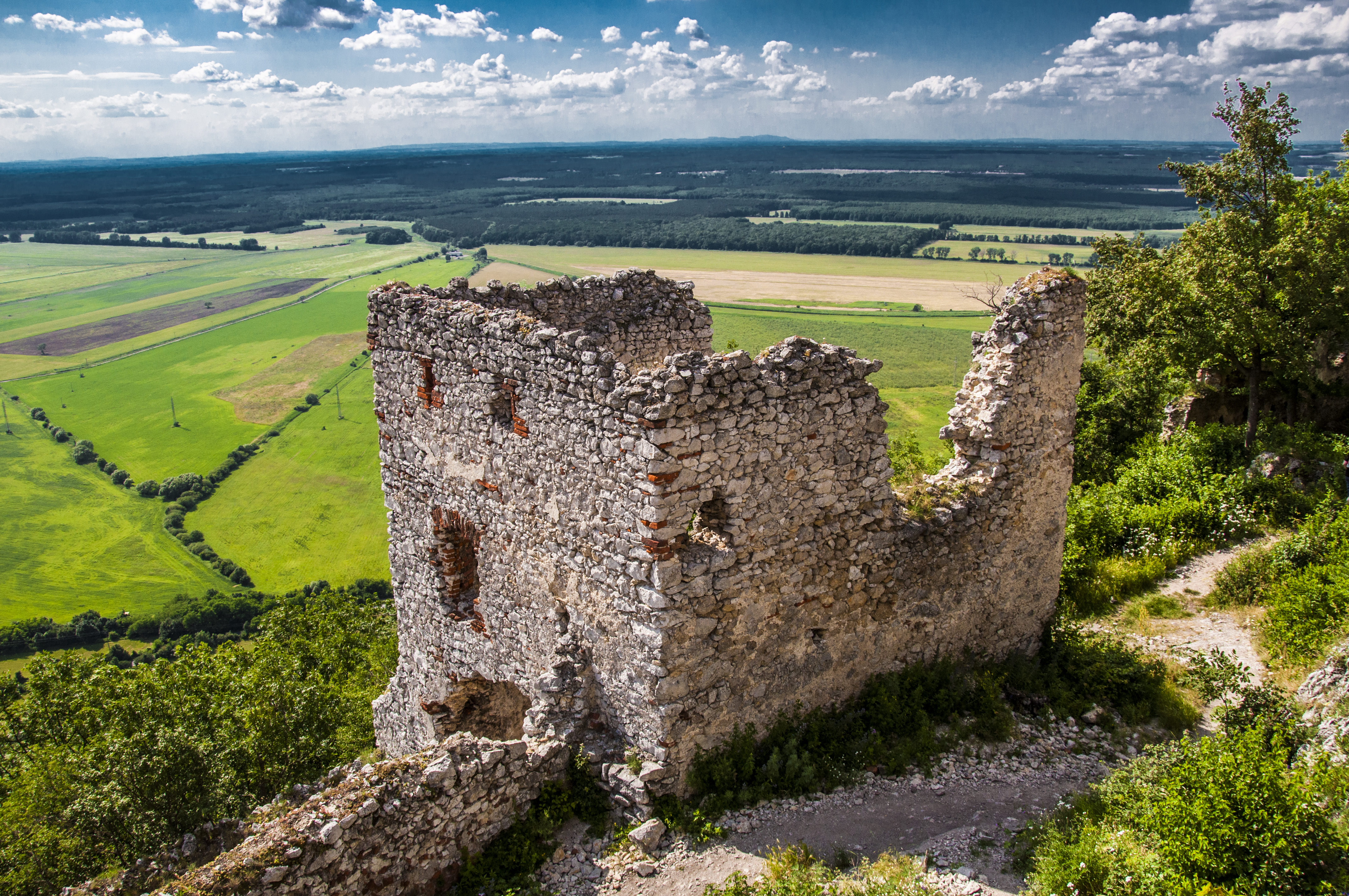
Руины замка.

Замок возник как королевская пограничная крепость между 1256 и 1273 годами. С 1398 года был собственностью Стибора из Стибориц. До XVI века принадлежал графам городов Свети-Юр и Пезинок, затем семье Середь, в 1553—1575 годах — семье Фуггер, потом семье Балаш. С 1641 года постоянно вплоть до XX века владельцами была семья Палфи. Во второй половине XVI века Палфи перестроили замок в ренессансную крепость с нижними внутренними дворами. В XVII веке в замке появились новые пушечные бастионы. В 1706 году замок был повреждён имперским войском, которые отвоевало его у повстанцев. С тех пор замок больше не реставрировался. В середине XVII века Палфи переехали в город Малацки.